# Lista dos museus mais visitados do mundo
Este artigo lista os mais conhecidos museus do mundo por número de visitantes conforme registrado até o ano de 2017. Os dados foram publicados pela revista britânica The Art Newspaper em edição especial de abril de 2018. O artigo também tem como base o "Índice de Museus" publicado pela organização não-governamental Themed Entertainment Association (TEA) em maio de 2018. A lista contém instituições que recebem acima de 2 milhões de visitantes anualmente, incluindo galerias de arte, museus de história e museus de ciência. Por outro lado, a lista não contempla monumentos, edifícios históricos ou sítio arqueológicos. 

## Lista

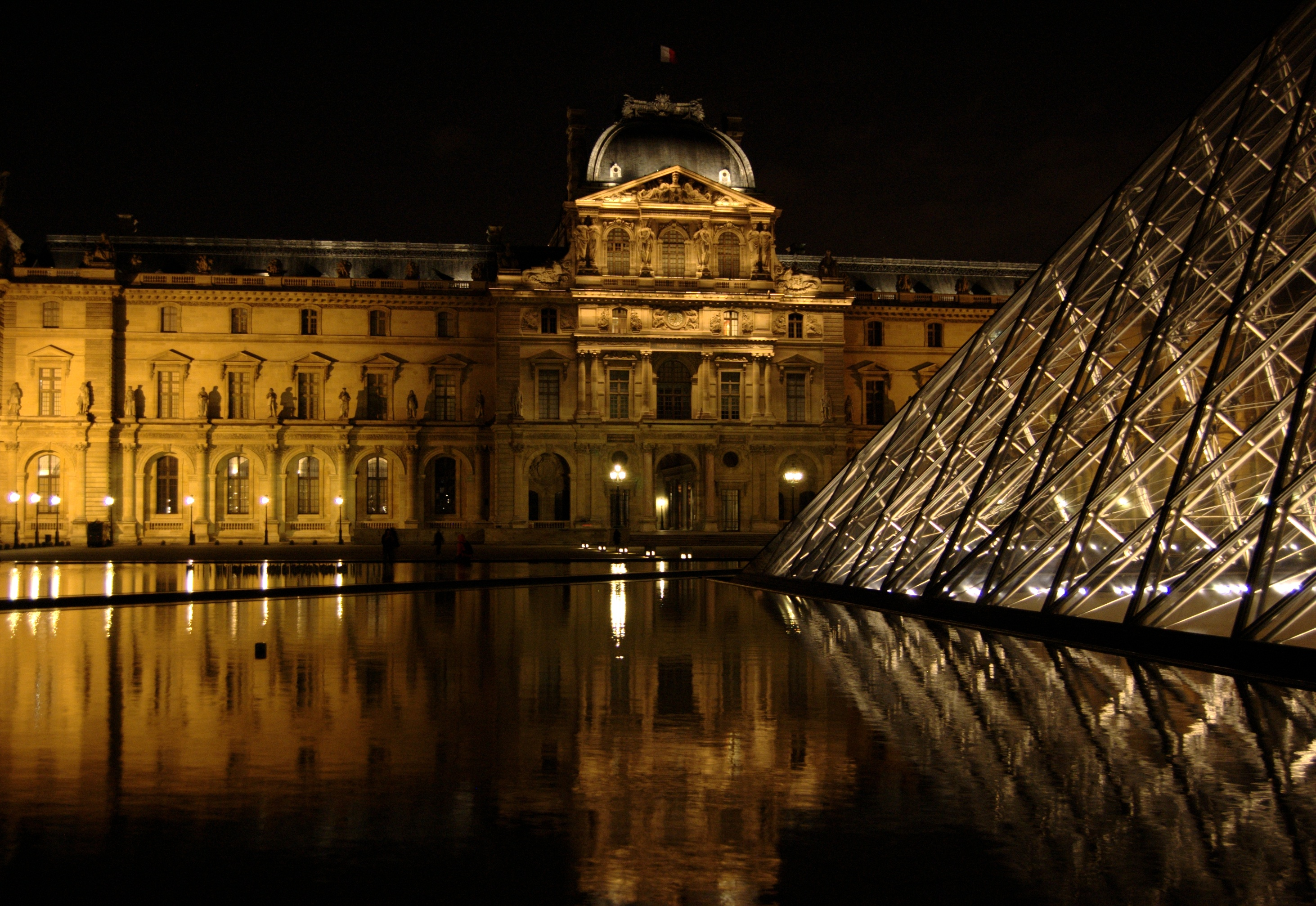
Museu do Louvre, Paris, França.

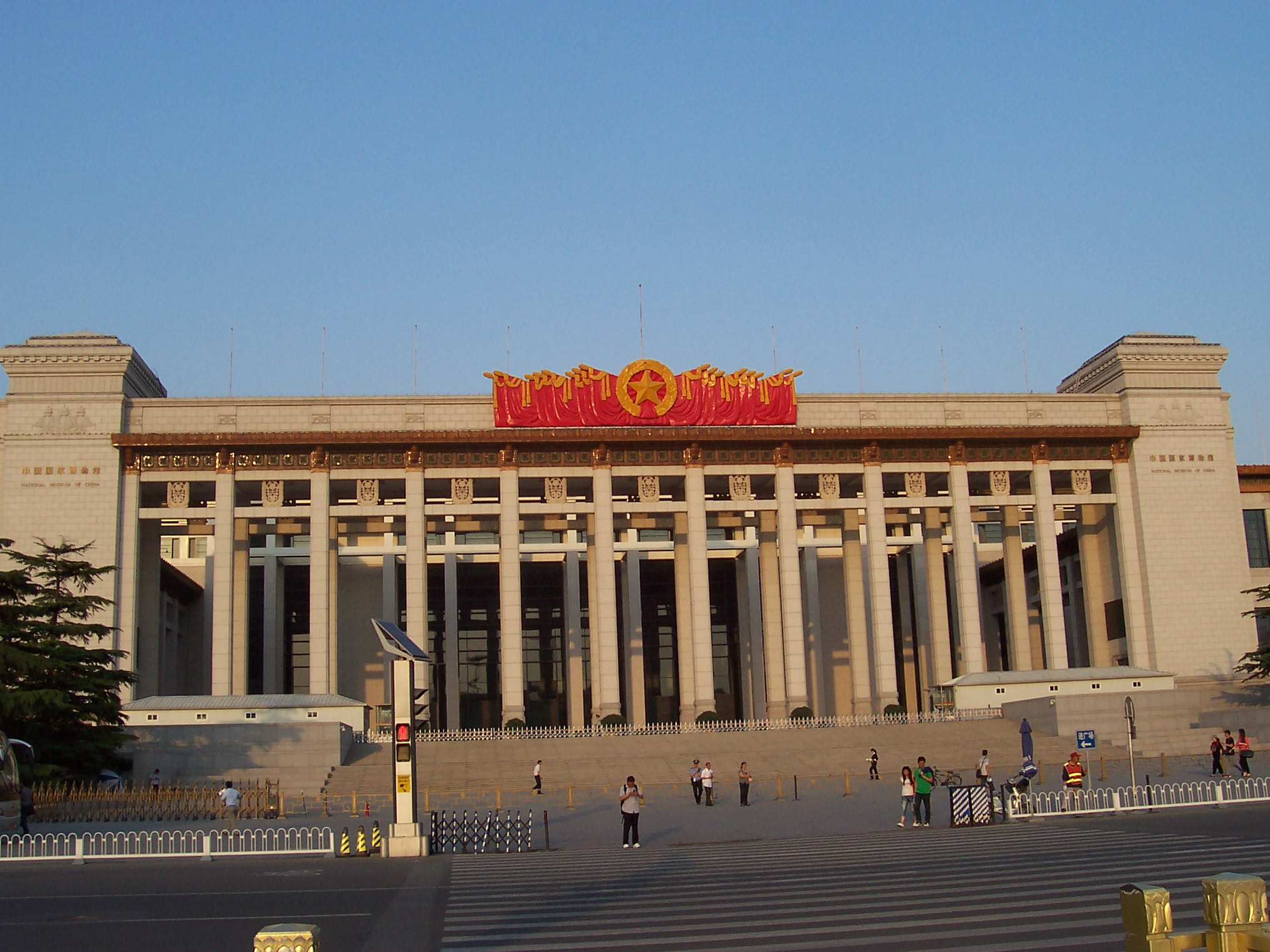
Museu Nacional, Beijing, China.

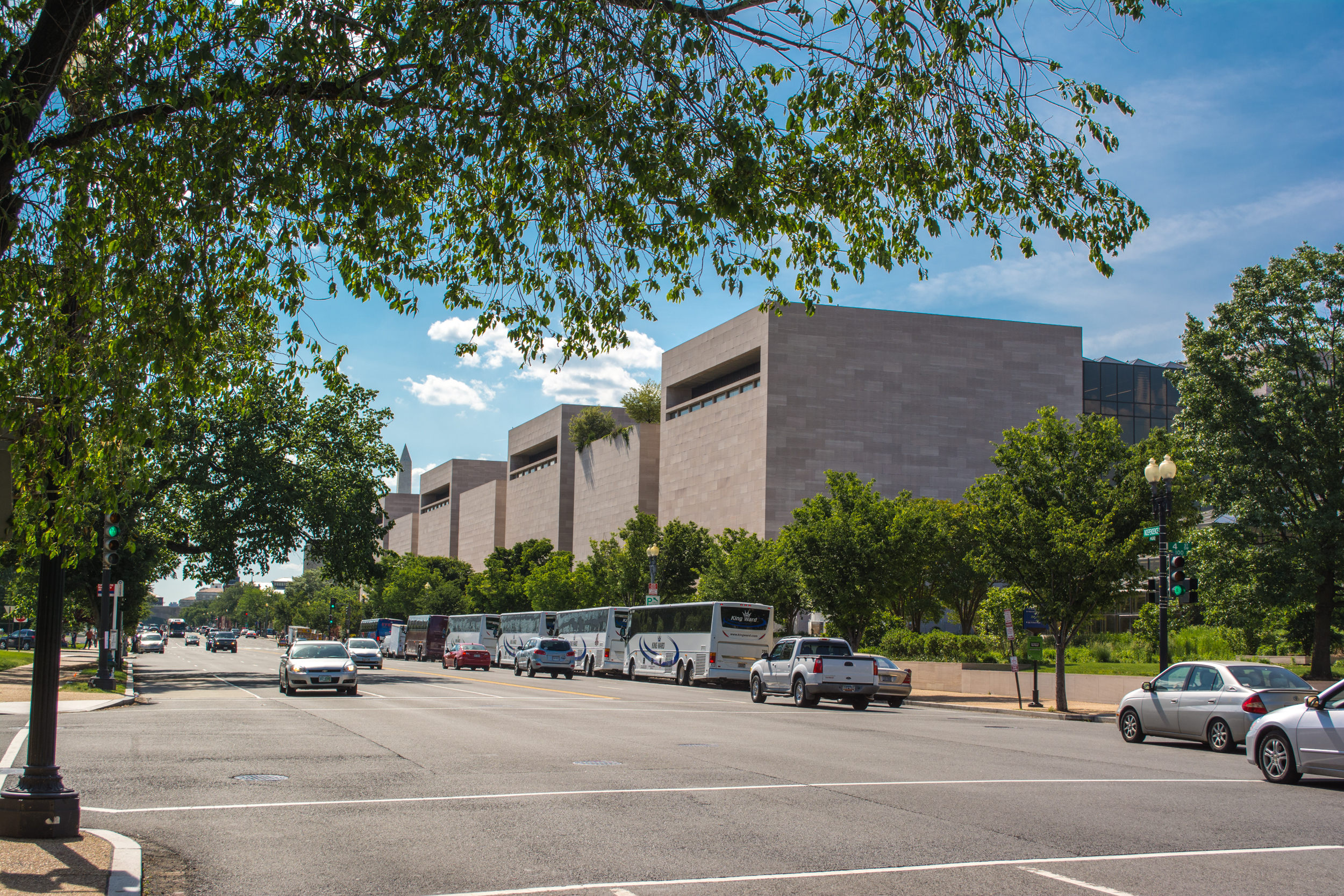
Museu do Ar e Espaço, Washington, D.C., Estados Unidos

| Museus por visitação anual             | Museus por visitação anual | Museus por visitação anual | Museus por visitação anual | Museus por visitação anual |
| Museu                                  | Localização                | País                       | Visitantes (2017)          | Ref.                       |
| -------------------------------------- | -------------------------- | -------------------------- | -------------------------- | -------------------------- |
| Louvre                                 | Paris                      | França                     | 8.100.000                  | [ 3 ] [ 1 ] [ 2 ]          |
| Museu Nacional da China                | Beijing                    | China                      | 8.062.625                  | [ 4 ]                      |
| Museu do Ar e Espaço                   | Washington, D.C.           | Estados Unidos             | 7.000.000                  | [ 5 ]                      |
| Metropolitan Museum of Art             | Nova Iorque                | Estados Unidos             | 6.692.909                  | [ 1 ] [ 2 ]                |
| Museus Vaticanos                       | Vaticano                   | Vaticano                   | 6.427.277                  | [ 1 ] [ 2 ]                |
| Museu de Ciência e Tecnologia          | Xangai                     | China                      | 6.421.000                  | [ 1 ] [ 2 ]                |
| Museu Nacional de História Natural     | Washington, D.C.           | Estados Unidos             | 6.000.000                  | [ 1 ] [ 2 ]                |
| Museu Britânico                        | Londres                    | Reino Unido                | 5.906.716                  | [ 6 ]                      |
| Tate Modern                            | Londres                    | Reino Unido                | 5.656.004                  | [ 6 ] [ 1 ] [ 2 ]          |
| Galeria Nacional de Arte               | Washington, D.C.           | Estados Unidos             | 5.232.000                  | [ 1 ] [ 2 ]                |
| National Gallery                       | Londres                    | Reino Unido                | 5.229.192                  | [ 1 ] [ 2 ]                |
| Museu Americano de História Natural    | Nova Iorque                | Estados Unidos             | 5.000.000                  | [ 1 ] [ 2 ]                |
| Museu Nacional do Palácio              | Taipei                     | Taiwan                     | 4.435.000                  | [ 1 ] [ 2 ]                |
| Museu de História Natural              | Londres                    | Reino Unido                | 4.435.000                  | [ 1 ] [ 2 ]                |
| Hermitage                              | São Petersburgo            | Rússia                     | 4.220.000                  | [ 1 ] [ 2 ]                |
| Museu de Ciência e Tecnologia da China | Beijing                    | China                      | 3.983.000                  | [ 1 ] [ 2 ]                |
| Reina Sofía                            | Madrid                     | Espanha                    | 3.897.000                  | [ 1 ] [ 2 ]                |
| Museu Nacional de História Americana   | Washington, D.C.           | Estados Unidos             | 3.800.000                  | [ 1 ] [ 2 ]                |
| Victoria and Albert Museum             | Londres                    | Reino Unido                | 3.789.748                  | [ 1 ] [ 2 ]                |
| Museu de Zhejiang                      | Hangzhou                   | China                      | 3.670.000                  | [ 1 ] [ 2 ]                |
| Museu Nacional da Coreia               | Seul                       | Coreia do Sul              | 3.476.606                  | [ 1 ] [ 2 ]                |
| Centre Georges Pompidou                | Paris                      | França                     | 3.371.000                  | [ 1 ] [ 2 ]                |
| Musue de Gansu                         | Gansu                      | China                      | 3.350.000                  | [ 1 ] [ 2 ]                |
| Museum de Nanquim                      | Nanquim                    | China                      | 3.300.000                  | [ 1 ] [ 2 ]                |
| Science Museum                         | Londres                    | Reino Unido                | 3.251.000                  | [ 1 ] [ 2 ]                |
| Somerset House                         | Londres                    | Reino Unido                | 3.223.350                  | [ 1 ] [ 2 ]                |
| Musée d'Orsay                          | Paris                      | França                     | 3.178.000                  | [ 1 ] [ 2 ]                |
| Museu Nacional do 11 de Setembro       | Nova Iorque                | Estados Unidos             | 3.100.000                  | [ 1 ] [ 2 ]                |